# Palacios del Pan
Palacios del Pan település Spanyolországban,  Zamora tartományban. Palacios del Pan Andavías, Zamora, San Pedro de la Nave-Almendra, Manzanal del Barco és Montamarta községekkel határos. Lakosainak száma 240 fő (2024).

## Népesség
A település népessége az utóbbi években az alábbiak szerint változott:
| Lakosok száma | 240  | 235  | 258  | 242  | 274  | 264  | 266  | 261  | 252  | 240  |
|               | 2001 | 2004 | 2007 | 2009 | 2012 | 2014 | 2017 | 2019 | 2022 | 2024 |